# Martin Dietzfelbinger
Martin Dietzfelbinger (* 30. Juni 1956 in Marlesreuth) ist ein deutscher Informatiker.

## Leben
Er erwarb das Diplom 1983 in Mathematik mit Nebenfach Informatik, Universität München, die Promotion 1987 in Computer Science im Department of Mathematics, Statistics and Computer Science der University of Illinois at Chicago und die Habilitation 1992 in Informatik an der Universität Paderborn mit der Habilitationsschrift Universal hashing in sequential, parallel, and distributed computing. Von 1987 bis 1992 war er Hochschulassistent am Fachbereich Informatik der Universität Dortmund und am Fachbereich Mathematik/Informatik der Universität Paderborn. 1992 wurde er Hochschuldozent für Informatik an der Universität Paderborn. Von 1992 bis 1998 lehrte er als Universitätsprofessor für Informatik am Fachbereich Informatik der TU Dortmund. Von 1998 bis 2022 war er Universitätsprofessor für Informatik an der Fakultät für Informatik und Automatisierung der TU Ilmenau und Leiter des Fachgebietes "Komplexität und Effiziente Algorithmen".
Seine Forschungsinteressen sind Komplexitätstheorie und effiziente Algorithmen (insbesondere: randomisierte Algorithmen, Datenstrukturen, Hashing, Algorithm Engineering und Komplexität paralleler und verteilter Berechnungen).

## Werke (Auswahl)
- Primality testing in polynomial time. From randomized algorithms to "Primes is in P" (= Lecture notes in computer science. Band 3000). Springer, Berlin/Heidelberg/New York/Hong Kong/London/Milan/Paris/Tokio 2004, ISBN 3-540-40344-2.
- mit Kurt Mehlhorn und Peter Sanders: Algorithmen und Datenstrukturen. Die Grundwerkzeuge (= eXamen.press). Springer Vieweg, Berlin/Heidelberg 2014, ISBN 978-3-642-05471-6.